# Denise Ly-Lebreton
Denise Ly-Lebreton (née à Paris le 23 février 1909 et morte à Pékin le 24 mai 1995) est une sinologue, écrivaine et traductrice française.

## Biographie
En 1936, Denise Lebreton épouse à Paris Lǐ Fèngbái 李凤白 (1900-1984), un étudiant chinois originaire du Zhǐjiāng, province du Hunan.
En 1953, elle s'installe en Chine avec son mari et enseigne à l'université de Beijing. Elle travaille ensuite comme rédactrice et traductrice aux Éditions en Langues étrangères, où elle participe, entre autres, à la traduction des Œuvres choisies  de Mao Zedong en français.
Le 5 octobre 1966, parait dans Le Quotidien du Peuple une photo d'elle et de Mao Zedong, sur laquelle elle porte un brassard des Gardes rouges.
Elle est inhumée au cimetière révolutionnaire de Babaoshan à Pékin le 31 mai 1995.

## Publications
- Mon amour pour un pays., dans: Vivre en Chine. Par neuf auteurs étrangers.  New World Press, Beijing 1979.
- Ài shì bùhuì diāoxiè de  "爱是不会凋谢的". Éditions en Langues étrangères, Beijing, 1989,  (ISBN 7-119-00858-7).
- La Quête de la jeunesse: 33 ans en République populaire de Chine.  Éditions en langues étrangères, Beijing, 1988,  (ISBN 7-119-00061-6).
- Ai de xuǎnzé 爱 的 选择, dans: Guójì réncái jiāoliú  "国际人才交流", août 1992.